# Stenolepia tristis
Stenolepia tristis là một loài thực vật có mạch trong họ Dryopteridaceae. Loài này được (Blume) Alderw. miêu tả khoa học đầu tiên năm 1909.